# Georgi Zažitski
Georgi Zažitski (russisch Георгий Семёнович Зажицкий/Georgi Semjonowitsch Saschizki; * 5. Februar 1946 in Luga) ist ein ehemaliger sowjetischer Fechter estnischer Herkunft.

## Leben und sportliche Erfolge
1947 zog Zažitski mit seinen Eltern in die Estnische SSR. Ab 1960 trainierte er als professioneller Fechter in Tallinn. Von 1963 bis 1970 war er siebenmal estnischer Meister. 1969 wurde er mit der sowjetischen Mannschaft Weltmeister im Degenfechten. Bei den Olympischen Sommerspielen 1972 in München gewann Georgi Zažitski im Degenfechten die Bronzemedaille (Mannschaftswertung). Seit 1990 lebt und arbeitet Georgi Zažitski in Norwegen. Sein Sohn Hariton Zažitski ist ebenfalls professioneller Fechter.